# Aromaticidade metálica
Na aromaticidade metálica, o conceito de aromaticidade encontrado em muitos hidrocarbonetos se estende aos metais. A primeira evidência experimental da existência de aromaticidade em metais foi encontrada em compostos do tipo clusters de alumínio do tipo MAl4-, onde M pode ser também lítio, sódio ou cobre.